# ニコラ・ブーチェビッチ
- ニコラ・ブセビッチ
- ニコラ・ヴュチェビッチ
- ニコラ・ヴュチェヴィッチ

ニコラ・ブーチェビッチ（Nikola Vučević 発音：[nee-koe-luh VOO-chay-vitch]、1990年10月24日 - ）は、モンテネグロのプロバスケットボール選手。スイス連邦ヴォー州モルジュ郡モルジュ出身。NBAのシカゴ・ブルズに所属している。ポジションはセンター。ニコラ・ブセビッチと表記されることもある。

## 経歴

### 生い立ち
父親のボリスラフ・ブーチェビッチはKKボスナに所属した1979年には欧州チャンピオンズカップで優勝、さらにユーゴスラビア代表にもなったバスケットボール選手だったブーチェビッチはベルギーで育った。ブーチェビッチがティーンエイジャーの時、一家はモンテネグロに移った。

### カレッジ
高校の3年次の10月にカリフォルニア州のシミバレーの学校にモンテネグロから加入、平均18得点、12リバウンドをあげた。高校卒業後はUSCに進学した。
1年次にはNCAAによるアマチュア資格の審査により、シーズン最初の8試合を欠場した。この年先発3試合を含む23試合に出場し、平均2.6得点、2.7リバウンドの成績であった。デビュー戦となった2008年12月15日のペパーダイン大学戦では6分間の出場で2得点、2ブロックショット、2リバウンドをあげた。2009年1月24日のワシントン州立大学戦で初先発、8得点、5リバウンドをあげ、チームは46-44で勝利した。同年2月9日のUCLA戦でも8得点をあげた。2月19日のワシントン州立大学戦で2度目の先発出場を果たした。3月5日のオレゴン大学戦では自己ベストの7リバウンドをあげた。3月22日のミシガン州立大学とのNCAAトーナメント2回戦では6得点、4リバウンドをあげたがチームは敗れた。この年FG成功率は57.8%であった。
2年次にはチームで2番目の10.4得点、トップの9.7リバウンドをあげた。この年彼はカンファレンストップの283リバウンドをあげ、オフェンスリバウンドを1試合あたり6.3回拾った。ブロックショットでも39回とカンファレンス4位、FG成功率は50.4%でチームトップ、カンファレンスでも7位の成績で、カンファレンスのMIP（最も改善された選手に与えられる賞）に選ばれた。全30試合に先発出場した彼は、USCの2年生としては大学史上歴代2位のブロック、歴代3位のリバウンドをあげ、ダブルダブルを10回記録した。
2009年11月17日のカリフォルニア大学リバーサイド校との開幕戦では18得点、8リバウンドといずれも自己ベストを記録した。11月21日のロヨラ・メリーマウント大学戦では19得点、11リバウンド、12月3日のテキサス大学戦では18得点、14リバウンドをあげた。2010年1月16日のUCLA戦ではシュート12本中9本を決めて、19得点、後半だけで17得点をあげた。
3年次には、オールPAC10ファーストチーム、FOXスポーツよりオールアメリカンの4thチームに選ばれた。2011年3月、4年次に進学せずにアーリーエントリーすることを表明した。NBAdraft.netは、彼の指名順位を23位と予想した。

### フィラデルフィア・セブンティシクサーズ
2011年のNBAドラフト1巡全体16位でフィラデルフィア・セブンティシクサーズに指名された。NBAシーズンがロックアウト中はモンテネグロのKKブドゥチノスト・ポドゴリツァでプレーした。同年12月9日、シクサーズと契約を結んだ。2012年2月4日のアトランタ・ホークス戦では自己ベストの15得点をあげた。

### オーランド・マジック
2012年8月10日、ドワイト・ハワード絡みのロサンゼルス・レイカーズ、デンバー・ナゲッツなどを含んだ4チーム間の大型トレードでオーランド・マジックに移籍。マジック移籍後は主軸として活躍。2014年10月23日には、マジックと4年5300万ドルで延長契約を結んだ。
2015年11月11日のロサンゼルス・レイカーズ戦では、99-99の同点で迎えた第4クォーター残り数秒の場面から、決勝のブザービーターショットを決めた。
2017年12月9日のアトランタ・ホークス戦で自身初のトリプル・ダブルを記録した。
2018-19シーズンには自身最高の成績を残し、チームを7年ぶりのプレーオフ進出に導いた。また、オールスターゲームにも初出場を果たした。シーズン終了後、FAとなったが、マジックと4年1億ドルで再契約した。

### シカゴ・ブルズ
2021年3月25日にウェンデル・カーター・ジュニア、オット・ポーター・ジュニア、2つのドラフト1巡目指名権とのトレードで、アル・ファルーク・アミヌと共にシカゴ・ブルズへ移籍した。

## 個人成績

### NBA

#### レギュラーシーズン
| シーズン     | チーム       | GP  | GS  | MPG  | FG%  | 3P%  | FT%  | RPG  | APG | SPG | BPG | TO  | PPG  |
| ------------ | ------------ | --- | --- | ---- | ---- | ---- | ---- | ---- | --- | --- | --- | --- | ---- |
| 2011–12      | PHI          | 51  | 15  | 15.9 | .450 | .375 | .529 | 4.8  | .6  | .4  | .7  | .6  | 5.5  |
| 2012–13      | ORL          | 77  | 77  | 33.2 | .519 | .000 | .683 | 11.9 | 1.9 | .8  | 1.0 | 1.8 | 13.1 |
| 2013–14      | ORL          | 57  | 57  | 31.8 | .507 | ---  | .766 | 11.0 | 1.8 | 1.1 | .8  | 2.0 | 14.2 |
| 2014–15      | ORL          | 74  | 74  | 34.2 | .523 | .333 | .752 | 10.9 | 2.0 | .7  | .7  | 2.0 | 19.3 |
| 2015–16      | ORL          | 65  | 60  | 31.3 | .510 | .222 | .753 | 8.9  | 2.8 | .8  | 1.1 | 1.9 | 18.2 |
| 2016–17      | ORL          | 75  | 55  | 28.8 | .468 | .307 | .669 | 10.4 | 2.8 | 1.0 | 1.0 | 1.6 | 14.6 |
| 2017–18      | ORL          | 57  | 57  | 29.5 | .475 | .314 | .819 | 9.2  | 3.4 | 1.0 | 1.1 | 1.9 | 16.5 |
| 2018–19      | ORL          | 80  | 80  | 31.4 | .518 | .364 | .789 | 12.0 | 3.8 | 1.0 | 1.1 | 2.0 | 20.8 |
| 2019–20      | ORL          | 62  | 62  | 32.2 | .477 | .339 | .784 | 10.9 | 3.6 | .9  | .8  | 1.4 | 19.6 |
| 2020–21      | ORL          | 44  | 44  | 34.1 | .480 | .406 | .827 | 11.8 | 3.8 | 1.0 | .6  | 1.9 | 24.5 |
| 2020–21      | CHI          | 26  | 26  | 32.6 | .471 | .388 | .870 | 11.5 | 3.9 | .9  | .8  | 1.7 | 21.5 |
| 2021–22      | CHI          | 73  | 73  | 33.1 | .473 | .314 | .760 | 11.0 | 3.2 | 1.0 | 1.0 | 1.9 | 17.6 |
| 2022–23      | CHI          | 82  | 82  | 33.5 | .520 | .349 | .835 | 11.0 | 3.2 | .7  | .7  | 1.7 | 17.6 |
| 2023–24      | CHI          | 76  | 74  | 34.3 | .484 | .294 | .822 | 10.5 | 3.3 | .7  | .8  | 1.6 | 18.0 |
| 2024–25      | CHI          | 73  | 72  | 31.2 | .530 | .402 | .805 | 10.1 | 3.5 | .8  | .7  | 1.6 | 18.5 |
| 通算         | 通算         | 973 | 908 | 31.4 | .497 | .348 | .770 | 10.5 | 2.9 | .8  | .9  | 1.7 | 17.2 |
| オールスター | オールスター | 2   | 0   | 12.5 | .500 | .200 | ---  | 6.0  | 1.5 | 1.0 | .0  | .0  | 4.5  |

#### プレーオフ
| シーズン  | チーム    | GP | GS | MPG  | FG%  | 3P%  | FT%  | RPG  | APG | SPG | BPG | TO  | PPG  |
| --------- | --------- | -- | -- | ---- | ---- | ---- | ---- | ---- | --- | --- | --- | --- | ---- |
| 2012      | PHI       | 1  | 0  | 3.0  | .000 | ---  | .500 | 1.0  | .0  | .0  | .0  | .0  | 1.0  |
| 2019      | ORL       | 5  | 5  | 29.4 | .362 | .231 | .786 | 8.0  | 3.0 | .4  | 1.0 | 2.6 | 11.2 |
| 2020      | ORL       | 5  | 5  | 37.0 | .505 | .409 | .909 | 11.0 | 4.0 | .8  | .6  | 2.6 | 28.0 |
| 2022      | CHI       | 5  | 5  | 36.2 | .440 | .310 | .800 | 12.4 | 3.2 | .4  | 1.2 | 1.6 | 19.4 |
| 出場：4回 | 出場：4回 | 16 | 15 | 32.3 | .448 | .343 | .813 | 9.9  | 3.2 | .5  | .9  | 2.1 | 18.4 |

### カレッジ
| シーズン | チーム | GP | GS | MPG  | FG%  | 3P%  | FT%  | RPG  | APG | SPG | BPG | PPG  |
| -------- | ------ | -- | -- | ---- | ---- | ---- | ---- | ---- | --- | --- | --- | ---- |
| 2008–09  | USC    | 23 | 3  | 11.0 | .578 | .000 | .875 | 2.7  | .3  | .4  | .4  | 2.6  |
| 2009–10  | USC    | 30 | 30 | 32.3 | .504 | .222 | .718 | 9.4  | 1.2 | .6  | 1.3 | 10.7 |
| 2010–11  | USC    | 34 | 34 | 34.9 | .505 | .349 | .755 | 10.3 | 1.6 | .5  | 1.4 | 17.1 |
| 通算     | 通算   | 87 | 67 | 27.7 | .509 | .303 | .746 | 8.0  | 1.1 | .5  | 1.1 | 11.1 |